# Esoteric
Esoteric är det svenska melodisk death metal-bandet Skyfires fjärde studioalbum, utgivet i september 2009 på Pivotal Rockordings. Det är bandets första skiva med sångaren Joakim Karlsson, som ersatte Henrik Wenngren.
Utöver Karlsson var även Johan Reinholdz medlem i bandet sedan 2005. Han tog över leadgitarrpositionen och då Jonas Sjögren hoppat av bandet efter utgivningen av Spectral tog den tidigare gitarristen Martin Hanner över basgitarren.

## Låtlista
1. "Deathlike Overture (Intro)" (instrumental) – 1:26
2. "Esoteric" – 4:44
3. "Rise and Decay" – 6:10
4. "Let the Old World Burn" – 4:10
5. "Darkness Descending" – 7:09
6. "Seclusion" – 3:56
7. "Misery's Supremacy" – 7:10
8. "Under a Pitch Black Sky" – 4:52
9. "Linger in Doubt" – 5:18
10. "The Legacy of the Defeated" – 7:21
11. "Within Reach" – 3:36

## Medverkande
Musiker
- Joakim Karlsson – sång
- Andreas Edlund – gitarr, keyboard, orkestrering
- Johan Reinholdz – leadgitarr
- Martin Hanner – basgitarr, keyboard, orkestrering
- Joakim Jonsson – trummor

Produktion
- Jonas Kjellgren – mixning, mastering
- Pär Olofsson – omslagskonst
- Erik Olofsson – layout
- Johannah Jonsson – foto